# Hawker Sea Hawk
Hawker Sea Hawk – brytyjski pokładowy samolot myśliwsko-bombowy z okresu po II wojnie światowej, skonstruowany w wytwórni Hawker Aircraft. Należał do pierwszej generacji brytyjskich odrzutowców; używany był operacyjnie w brytyjskim lotnictwie morskim Fleet Air Arm w latach 1953–1960, w tym podczas kryzysu sueskiego. Eksportowany ponadto do RFN i Holandii, a także Indii, gdzie był używany bojowo i służył do 1984 roku. Stanowił jednomiejscowy samolot o prostych skrzydłach, napędzany jednym silnikiem odrzutowym umieszczonym wewnątrz kadłuba, z dwoma dyszami po jego bokach. Wyprodukowano 539 egzemplarzy seryjnych, w kilku zbliżonych wersjach.

## Powstanie konstrukcji
Firma Hawker, będąca jednym z głównych producentów myśliwców brytyjskich podczas II wojny światowej, rozpoczęła projektowanie swojego pierwszego myśliwca odrzutowego jeszcze pod koniec wojny, z własnej inicjatywy. Początkowo za punkt wyjścia wzięto klasyczny myśliwiec Hawker Sea Fury, tworząc w listopadzie 1944 roku projekt P.1035, z takimi samymi eliptycznymi skrzydłami, kabiną wysuniętą do przodu i silnikiem pośrodku kadłuba z bocznymi chwytami powietrza i długą dyszą wylotową pod usterzeniem. Nie wyszedł on poza stadium projektu, lecz został następnie przeprojektowany pod oznaczeniem P.1040. Napęd stanowił nadal pojedynczy silnik turboodrzutowy Rolls-Royce Nene, umieszczony pośrodku kadłuba, z dwoma chwytami powietrza u nasady skrzydeł, lecz zastosowano nietypową konstrukcję dyszy wylotowej – rozdwajającej się na oba boki kadłuba, przy krawędzi spływu skrzydeł. Uniknięto przez to strat energii w długiej pojedynczej dyszy. Umożliwiło to także zastosowanie wydłużonego kadłuba za silnikiem odrzutowym, mieszczącego zbiorniki paliwa, co z kolei pozwoliło na zastosowanie cieńszych skrzydeł pozbawionych zbiorników. Skrzydła o obrysie eliptycznym zostały zastąpione przez prostsze w produkcji trapezowe. Zastosowano też, po raz pierwszy w konstrukcjach Hawkera, trójkołowe podwozie.

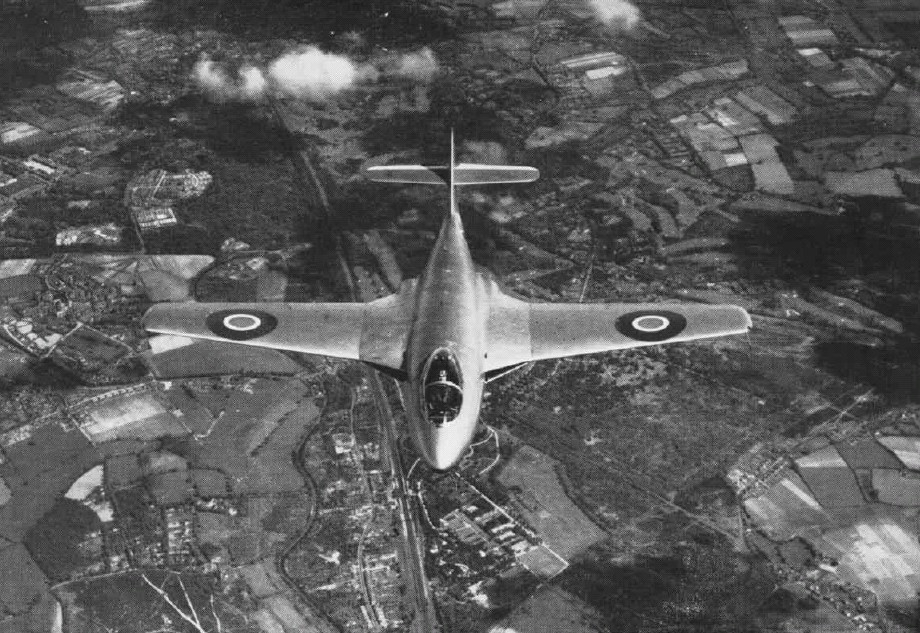
Prototyp P.1040 w locie

Samolot był przewidywany jako myśliwiec przechwytujący dla lotnictwa brytyjskiego (Royal Air Force), które ostatecznie nie wyraziło nim zainteresowania, w obliczu zbliżającego się końca wojny i posiadania już myśliwców odrzutowych Gloster Meteor i de Havilland Vampire. W styczniu 1946 roku jednak Hawker zaproponował samolot jako myśliwiec pokładowy dla lotnictwa marynarki wojennej (Fleet Air Arm). Sztab Morski dostrzegł potencjał samolotu i zlecił budowę prototypu P.1040, dwóch dalszych prototypów w wersji morskiej według wydanej specyfikacji N.7/46 z maja 1946, oraz płatowca do prób statycznych. Pierwszy prototyp P.1040 (nr VP401) został oblatany w bazie Boscombe Down 2 września 1947 roku.
Prototyp wersji morskiej (VP413), wyposażony m.in. w składane skrzydła, hak do aerofiniszera i uzbrojenie, został oblatany 3 września 1948 roku, a w kwietniu 1949 roku rozpoczęto jego próby na lotniskowcu HMS „Illustrious”. Na skutek prób zwiększono rozpiętość skrzydeł o 76,2 cm. Pierwszy prototyp VP401 został w listopadzie 1950 roku przebudowany do eksperymentów z pomocniczym silnikiem rakietowym AS Snarler w ogonie, dla przyspieszenia wznoszenia, otrzymując nowe oznaczenie projektu P.1072.
Zbudowano także dwa prototypy samolotu P.1052, odróżniającego się zastosowaniem bardziej perspektywicznych skośnych skrzydeł, według specyfikacji E.38/46 (pierwszy lot VX272 19 listopada 1948 roku, później drugi egzemplarz przebudowany na P.1081). Pomimo jego testów na lotniskowcu HMS „Eagle” w 1952 roku, rozwijano jednak dalej wersję z prostymi skrzydłami, co niektórzy autorzy uznają z perspektywy czasu za błąd.

## Produkcja seryjna i wersje

### Wersje myśliwskie

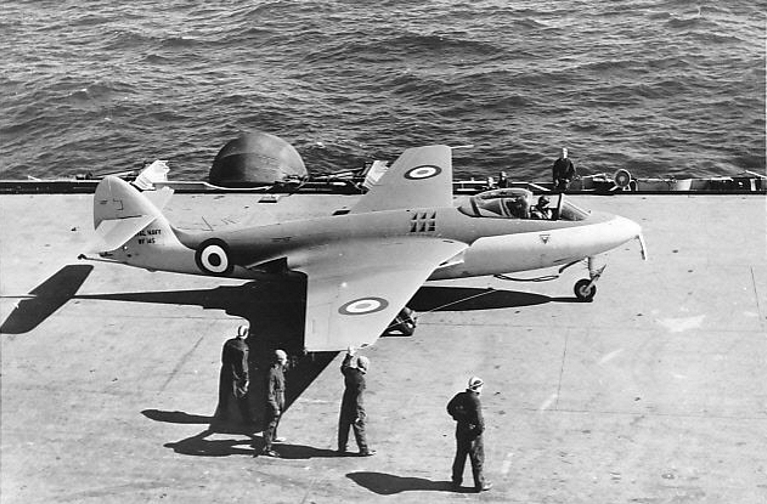
Sea Hawk F.1 na pokładzie HMS „Eagle”, 1952 r.

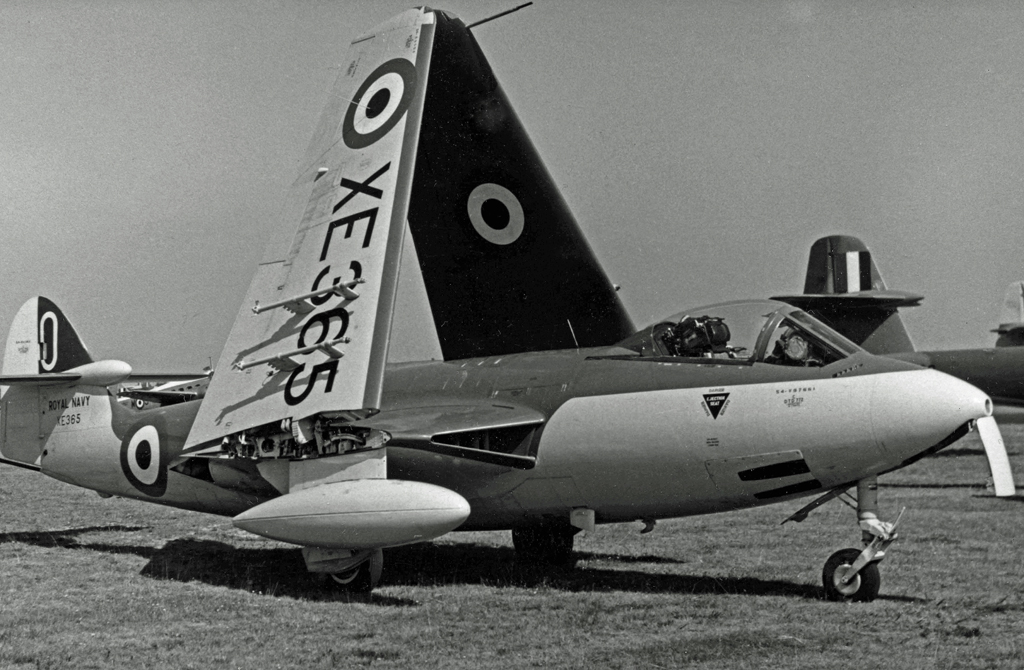
Sea Hawk FGA.6 ze złożonymi skrzydłami (widoczne zbiorniki paliwa i prowadnice dla pocisków rakietowych)

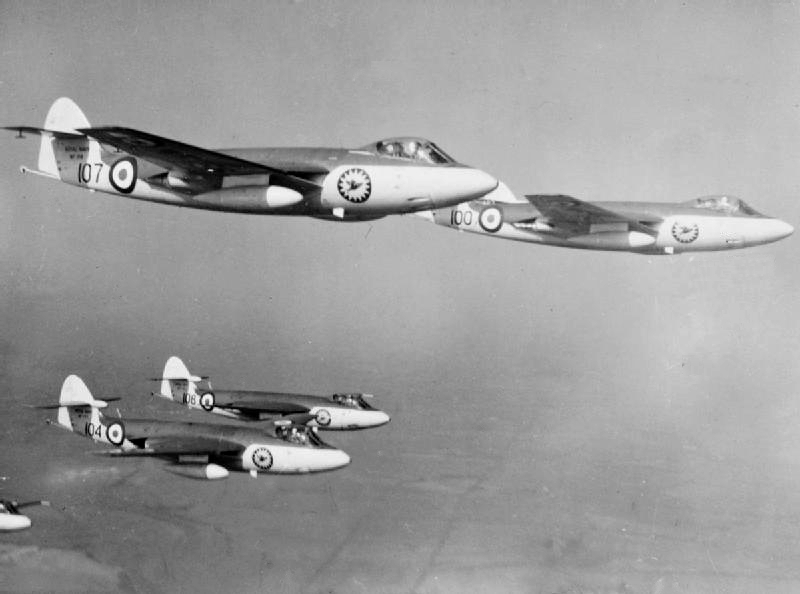
Formacja Sea Hawków z 898 Dywizjonu FAA w locie

22 listopada 1949 roku Marynarka zamówiła pierwsze 151 samolotów, które otrzymały nazwę Sea Hawk (pol. rybołów). Pierwszym modelem produkcyjnym był Sea Hawk F.Mk 1 (w skrócie F.1, gdzie F oznaczało fighter – myśliwiec, a Mk – mark – model). Ich wdrożenie do produkcji przeciągało się, zwłaszcza że priorytetowym projektem Hawkera był w tym czasie myśliwiec Hawker Hunter. Pierwszy produkcyjny Sea Hawk wzleciał 14 listopada 1951 roku, kolejny dopiero w lutym 1952 roku. Część samolotów pierwszej serii została jednak użyta do różnych prób i do służby weszły one dopiero w 1953 roku.
Z uwagi na przeciążenie macierzystych zakładów produkcją i rozwojem samolotu Hunter, jedynie 35 samolotów Sea Hawk zostało zbudowanych w zakładach Hawkera w Kingston, a produkcja i rozwój Sea Hawka została w 1952 roku przeniesiona do fabryki Armstrong Whitworth Aircraft w Baginton koło Coventry, należącej do grupy Hawker Siddeley. Finalny montaż i oblot płatowców miał miejsce w Bitteswell. Do końca 1953 roku powstało tam dalsze 60 samolotów F.1. Między styczniem a marcem 1954 roku wyprodukowano następnie 40 samolotów nieco ulepszonego wariantu F.Mk 2, w którym zastosowano wspomaganie lotek.

### Wersje myśliwsko-bombowe
W chwili rozpoczęcia eksploatacji, osiągi samolotu nie były już najlepsze jak na myśliwiec, dlatego zdecydowano dostosować samolot do roli myśliwsko-bombowej. Najliczniej zbudowany wariant FB.Mk 3 (Fighter-Bomber Mark 3) miał możliwość przenoszenia dwóch bomb po 227 kg pod stałymi częściami skrzydeł, zamiast dodatkowych 409-litrowych zbiorników paliwa. Wyprodukowano ich 116 między marcem a wrześniem 1954 roku. Prowadzono przy tym próby czterech węzłów podwieszeń, wprowadzonych jednak dopiero w kolejnej wersji FGA.Mk 4 (Fighter Ground Attack). Wariant ten miał wzmocnioną konstrukcję skrzydeł, dostosowaną do przenoszenia uzbrojenia podwieszanego lub dodatkowych zbiorników paliwa na czterech węzłach podwieszeń (maksymalnie cztery bomby po 227 kg albo 20 niekierowanych pocisków rakietowych kalibru 76 mm). Wyprodukowano 97 sztuk tej wersji między sierpniem 1954 a marcem 1955 roku.
Ostatnie warianty dla marynarki brytyjskiej powstały przez modernizację samolotów FB.3 i FGA.4, polegającą na zastosowaniu nieco mocniejszego silnika Rolls-Royce Nene 103. Prędkość maksymalna nie wzrosła, lecz dzięki zwiększeniu ciągu o 4%, polepszyły się charakterystyki lotne na małych prędkościach oraz przy starcie. Co najmniej 40 samolotów FB.3 przebudowano na wersję FB.Mk 5, a co najmniej 76 FGA.4 na FGA.Mk 6 (brak jest dokładnych danych). Zbudowano ponadto 86 nowych samolotów Sea Hawk FGA.Mk 6, między marcem 1955 a styczniem 1956 roku. Po kilkuletniej przerwie, zbudowano jeszcze 16 samolotów tej wersji na zamówienie Indii, pomiędzy styczniem a lipcem 1961 roku, jako ostatnie samoloty Sea Hawk
Oprócz maszyn dla marynarki brytyjskiej, wyprodukowano wersję eksportową FGA.Mk 50 jako pokładowy samolot myśliwsko-bombowy dla marynarki holenderskiej, sfinansowaną z funduszy NATO. Od brytyjskich FGA.6 różniła się ona radiostacją VHF Philips, z krótką płetwową anteną na grzbiecie kadłuba. Zbudowano 22 samoloty, dostarczone między lipcem 1957 a styczniem 1958 roku. W 1959 roku przystosowano je do przenoszenia dwóch pocisków powietrze-powietrze naprowadzanych na podczerwień Philco Sidewinder IA (licencyjnych AIM-9 Sidewinder).
Samolotem zainteresowała się także marynarka Niemiec Zachodnich – Bundesmarine, mimo nieposiadania lotniskowców, dla użycia z baz lądowych. Dla Niemiec powstały ostatnie warianty: Sea Hawk Mk 100 i Mk 101. Mk 100 był odpowiednikiem zasadniczej wersji myśliwsko-bombowej, a Mk 101 był wersją rozpoznania morskiego, przystosowaną do działań w trudnych warunkach atmosferycznych dzięki przenoszeniu zasobnika z radarem Ekco 38B pod wewnętrznym prawoskrzydłowym pylonem. Wersje te odróżniały się od wcześniejszych wyższym statecznikiem, o innym kształcie i większej o 12% powierzchni. Zbudowano po 34 samoloty obu wersji, dostarczone między lutym 1958 a kwietniem 1959 roku. Sea Hawki Mk 100 zostały później również dostosowane do przenoszenia pocisków Sidewinder.

## Służba

### W Wielkiej Brytanii

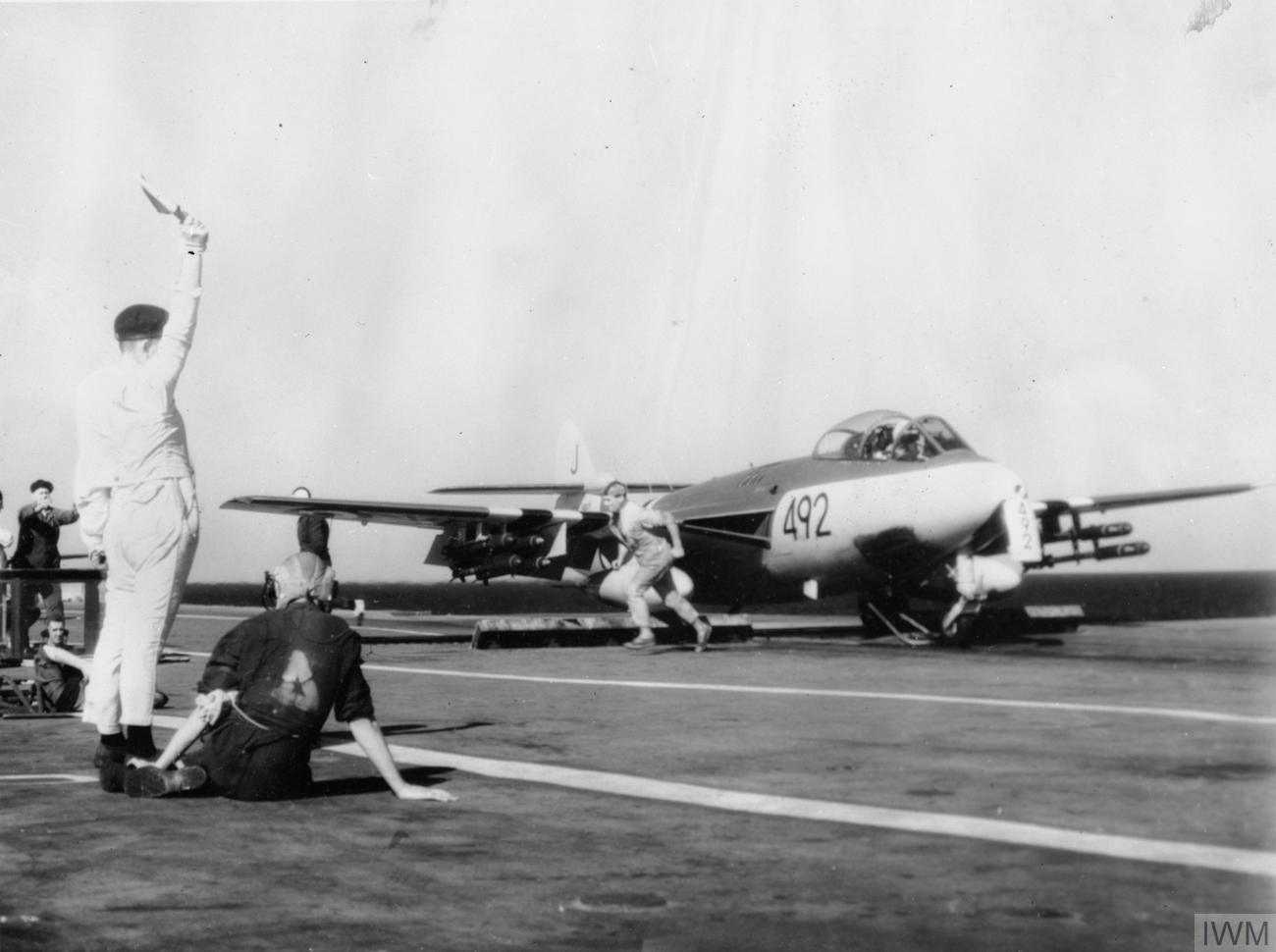
Uzbrojony w pociski rakietowe Sea Hawk FGA.6 899. Dywizjonu na lotniskowcu HMS „Eagle” podczas kryzysu sueskiego w 1956 r.

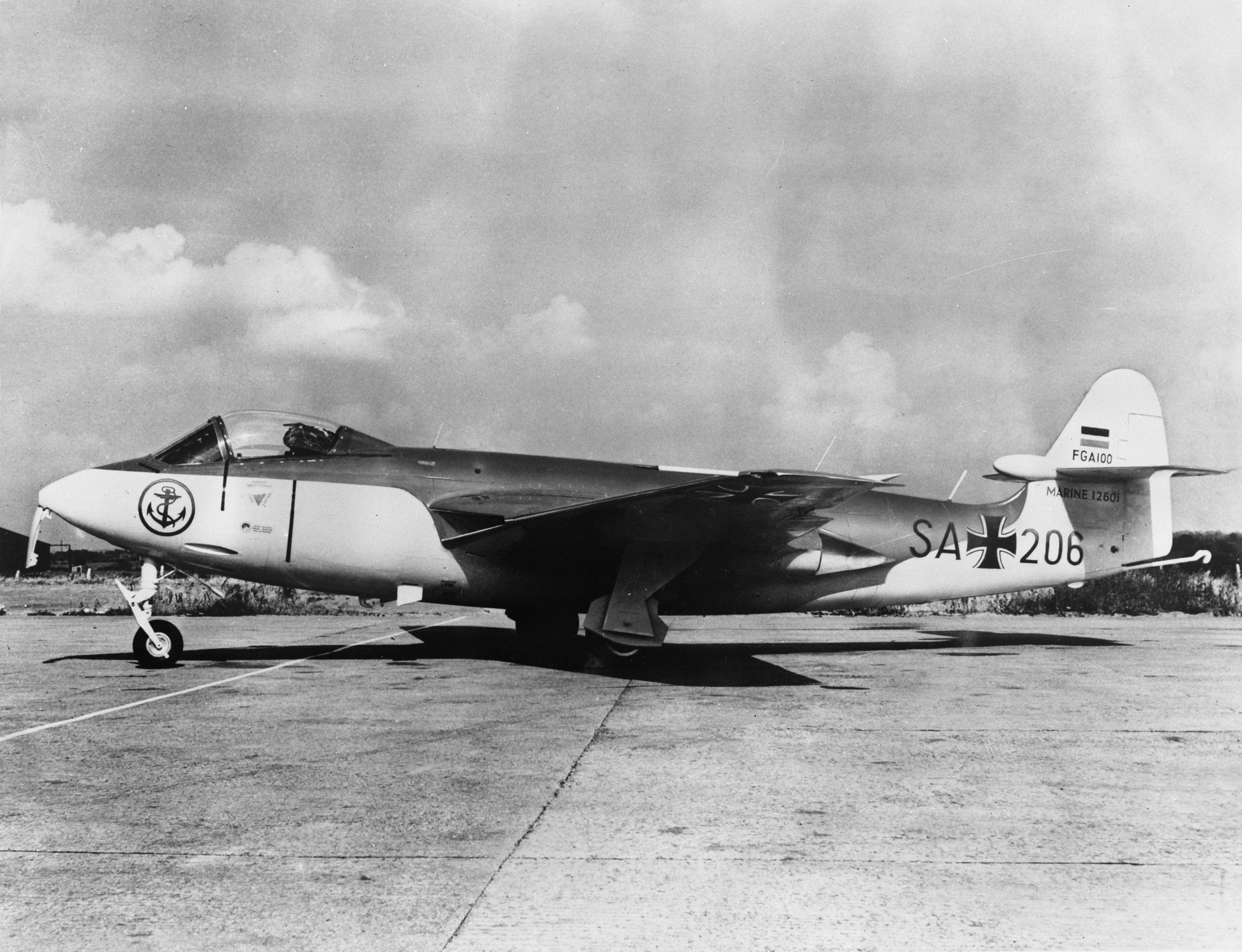
Niemiecki Sea Hawk Mk 100

Na wyposażenie lotnictwa marynarki brytyjskiej (Fleet Air Arm) samoloty Sea Hawk weszły od marca 1953 roku, począwszy od 806. Dywizjonu Ace of Diamonds. Jeszcze w tym roku samoloty te wzięły udział w rewii floty w Spithead 15 czerwca z okazji koronacji królowej Elżbiety II, a następnie w próbach przydatności skośnego pokładu prowadzonych na amerykańskim lotniskowcu USS „Antietam”. W lutym 1954 roku 806. Dywizjon został zaokrętowany na lotniskowiec HMS „Eagle”. Sea Hawki w wersjach czysto myśliwskich F.1 i F.2 otrzymały też dywizjony 804, 898, 802, 807, lecz do połowy 1955 roku wycofano je z jednostek operacyjnych i przeznaczono do szkolenia.
Zasadniczym wariantem samolotu w marynarce brytyjskiej stały się wersje myśliwsko-bombowe, poczynając od FB.3, która weszła do służby w lipcu 1954 roku w dywizjonie 806 na lotniskowcu HMS „Centaur”. Pod koniec tego roku wszedł do użytku wariant FGA.4, a w połowie 1955 roku – FB.5 i FGA.6 z silnikiem Nene 103. Sea Hawki były używane przez operacyjne dywizjony FAA: 800, 801, 802, 803, 804, 806, 807, 810, 811, 895, 897, 898, 899, a nadto przez dywizjony szkolne i doświadczalne 700, 703, 736, 738, 764, 767, 781, 787.
Brytyjskie Sea Hawki brały udział w walkach podczas brytyjsko-francusko-izraelskiej agresji na Egipt (kryzysu sueskiego), począwszy od 1 listopada 1956 roku. Do ataków na egipskie pozycje i lotniska używano samolotów z lotniskowców „Eagle” (dywizjony 897 i 899), „Albion” (800 i 802) i „Bulwark” (804 i 810). Stanowiły one główny typ samolotów wsparcia wojsk lądowych dostępnych dla Brytyjczyków w tej wojnie. Stracono wówczas dwa samoloty. Ostatnim  użyciem bojowym brytyjskich Sea Hawków były ataki samolotów z 801. Dywizjonu z lotniskowca „Centaur” na rebelianckie plemiona w kwietniu 1960 roku w rejonie Adenu, w ramach operacji Damon. Ponadto od połowy lat 50. używane były w patrolach nad Cyprem przeciw bojownikom EOKA.
Planowano wyposażenie w Sea Hawki trzech dywizjonów Południowej Dywizji RNVR (Ochotniczej Rezerwy Marynarki Wojennej), ale dostarczono tylko 17 samolotów przed likwidacją lotnictwa RNVR w 1957 roku. Od połowy 1958 roku Sea Hawki zaczęły być zastępowane w jednostkach liniowych przez Supermarine Scimitar. Ostatecznie wycofano je z jednostek liniowych wraz z rozwiązaniem 806. Dywizjonu 15 grudnia 1960 roku. Do 1969 roku wykorzystywano je jeszcze do celów pomocniczych, m.in. przez jednostkę Fleet Requirements Unit (FRU), głównie do szkolenia obsług radarów (jej samoloty malowane były na czarno i pilotowane przez cywilnych pilotów na zlecenie Marynarki). W okresie służby, na Sea Hawkach latały zespoły akrobacyjne 804. Dywizjonu i szkolnego 738. Dywizjonu FAA (zespół Redhawks, malowane na kolor szkarłatny).
Sea Hawk był oceniany jako przyjemny w pilotażu i stabilny, a zarazem zwrotny samolot. Dzięki stabilności w locie stanowił dobrą platformę dla uzbrojenia, a także stosunkowo łatwe było lądowanie na lotniskowcu. Szeroko rozstawione podwozie dawało mu też stabilność na pokładzie. Podkreślana była również prostota samolotu pod kątem łatwości obsługi naziemnej. Mimo późnego wejścia do służby jak na prostoskrzydły samolot odrzutowy pierwszej generacji i tego, że pojawiły się już wówczas samoloty o lepszych osiągach, jego kariera bojowa w marynarce brytyjskiej trwała stosunkowo długo – niecałe osiem lat. W Indiach zaś ten typ samolotu przetrwał w służbie ponad 30 lat od początku jego służby, co stanowiło wyjątkowe osiągnięcie jak na tę generację i potwierdzało udaną konstrukcję samolotu.

### Eksport

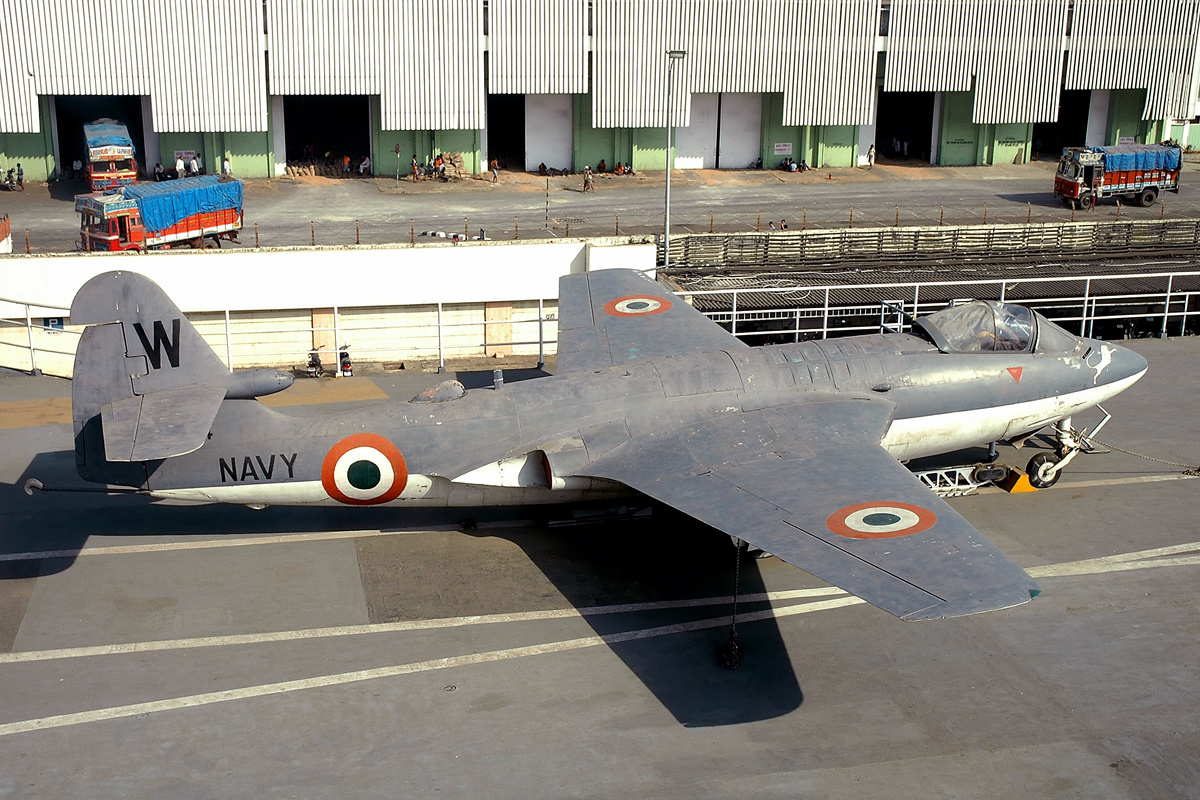
Indyjski Sea Hawk jako eksponat na pokładzie INS „Vikrant”

Dwadzieścia dwa holenderskie Sea Hawki FGA.Mk 50 służyły od 1957 roku w 860. Dywizjonie na lotniskowcu „Karel Doorman” oraz w 3. Dywizjonie Szkolnym w Valkenburg. Nosiły numery taktycznie F-50 do F-71, następnie 111 do 131 (F-53 został rozbity). Uważa się, że posiadanie przez Holandię lotniskowca z samolotami odrzutowymi zapobiegło przeprowadzeniu na pełną skalę inwazji Indonezji na Nową Gwineę w 1962 roku. Wycofano je pod koniec 1964 roku.
W RFN Sea Hawków w wersjach Mk 100 i Mk 101 używano od 1958 roku. Większość została zmontowana i była serwisowana w zakładach Focke-Wulf w Bremie. Używane były w dwóch dywizjonach (Marinefliegergruppe) Mfg-1 i Mfg-2 do czasu zastąpienia przez F-104G Starfighter w 1965 roku.
Od 1960 roku Sea Hawków, w większości zakupionych „z drugiej ręki”, używały także Indie, dla lotniskowca INS „Vikrant”. Początkowo dostarczono z Wielkiej Brytanii 9 używanych samolotów wersji FB.3, doprowadzonych do standardu FGA.6, następnie 7 dalszych i w latach 1963–1965 jeszcze 16 samolotów FGA.6. Zakupiono też w 1961 roku 14 nowo zbudowanych samolotów FGA.6. Dalsze kilka płatowców dostarczono z przeznaczeniem na części lub do szkolenia techników naziemnych. Wreszcie, w 1966 roku Indie zakupiły 10 niemieckich samolotów Mk 100 i 18 Mk 101. Głównym użytkownikiem Sea Hawków był 300. Dywizjon White Tiger, operujący od 1961 roku z lotniskowca „Vikrant”, a także baz lądowych. Używał ich ponadto dywizjon 551, bazujący m.in. w Goa. Samolotów 300. Dywizjonu używano bojowo do ataków na cele naziemne i morskie podczas wojny z Pakistanem w 1965 i w 1971 roku. W latach 70. w służbie było wciąż ok. 50 samolotów, wycofanych do 1984 roku. Na lotniskowcu „Vikrant” zostały zastąpione od 1983 roku przez BAe Sea Harriery.

## Opis konstrukcji

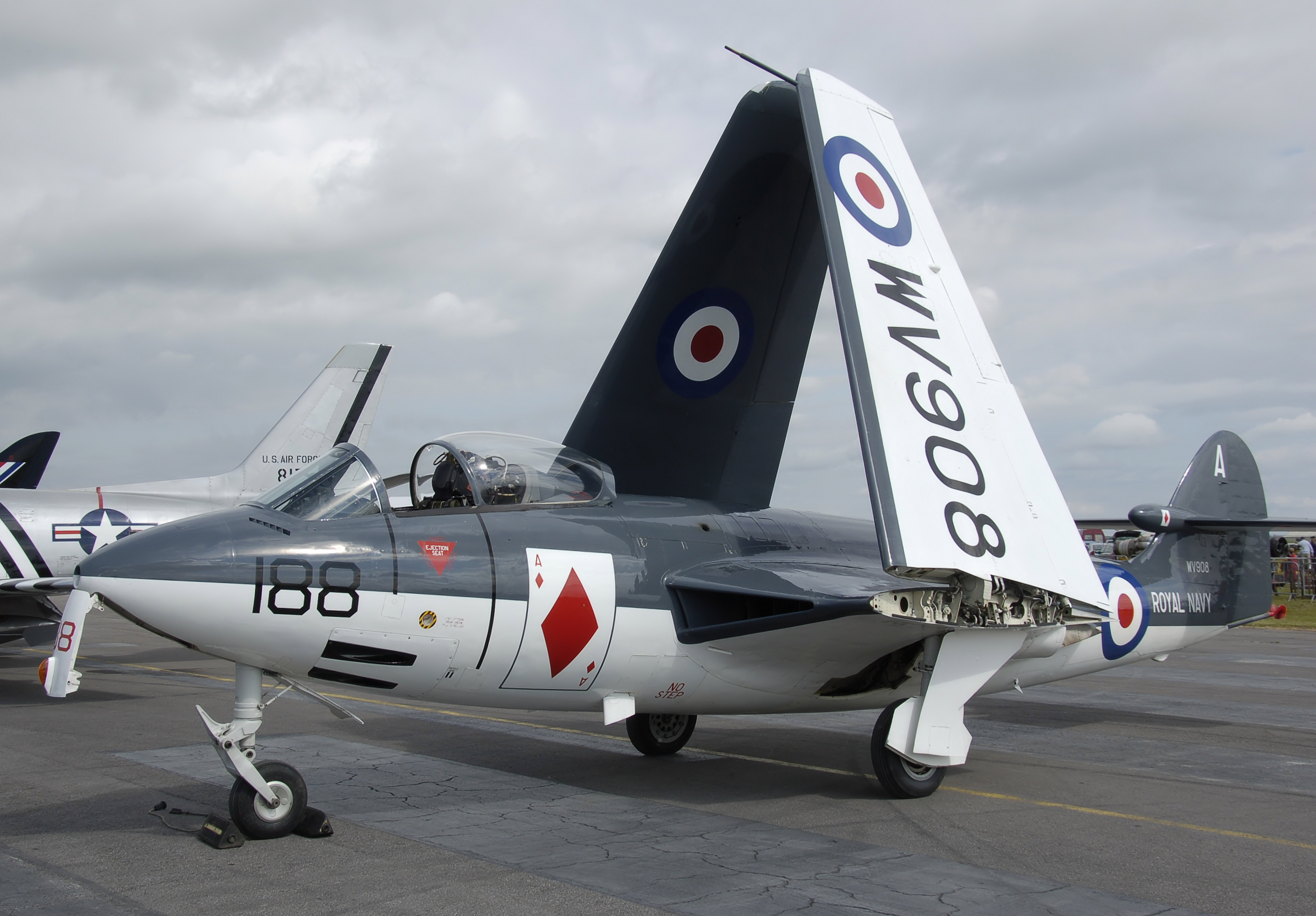
Muzealny Sea Hawk FGA.6

Samolot był konstrukcji całkowicie metalowej, w układzie średniopłata. Kadłub w sekcji nosowej i środkowej półskorupowy, w sekcji ogonowej skorupowy. Silnik turboodrzutowy ze sprężarką odśrodkową Rolls-Royce Nene 101 lub 103 w środkowej części kadłuba, trójkątne chwyty powietrza w centropłacie u nasady skrzydeł. Podwójne dysze wylotowe były po bokach kadłuba, na styku krawędzi spływu skrzydeł z kadłubem. Dodatkowe szczelinowe chwyty powietrza znajdowały się na grzbiecie środkowej sekcji kadłuba, używane podczas kołowania i startu, zasłaniane automatycznie sprężynowymi klapkami po wzroście ciśnienia wewnątrz. Zbiorniki paliwa umieszczone w kadłubie miały pojemność 1796 l. Używane były standardowo podwieszane dodatkowe zbiorniki o pojemności 409 l (90 galonów) (inne dane: 88 gal/400 l). Fotel wyrzucany Martin-Baker Mk.1. Silnik był uruchamiany za pomocą naboju prochowego, co powodowało charakterystyczny wyrzut dymu przez otwór u góry kadłuba.
Centropłat był integralny z kadłubem. Zewnętrzne części skrzydeł dwudźwigarowe, proste, o obrysie trapezowym, składane do hangarowania do góry na zawiasach. Wersje od Mk 1 do Mk 4 miały skrzydła składane ręcznie (z pomocą ośmiu ludzi), późniejsze składane mechanicznie. Klapy krokodylowe, hamulce aerodynamiczne na górnej powierzchni krawędzi spływu skrzydeł. Usterzenie klasyczne, proste; statecznik poziomy w połowie wysokości statecznika pionowego, z miejscem połączenia osłoniętym wystającą owiewką. 
Podwozie trójkołowe, z pojedynczymi kołami; golenie główne składane do centropłata w kierunku do środka kadłuba, goleń przednia składana do przodu, do nosa kadłuba. Pod kadłubem, za podwoziem przednim znajdował się hak do katapulty. Pod ogonem samolotu był długi opuszczany hak hamujący do lin aerofiniszera (wystający do tyłu poza kadłub po złożeniu). Start z lotniskowca bez katapulty był niepraktyczny – możliwy tylko ze zmniejszoną masą użyteczną, przy użyciu pełnej długości pokładu.
Uzbrojenie stałe stanowiły cztery działka automatyczne 20 mm Hispano w dolnej części nosa kadłuba, z zapasem 200 nabojów na działko.
Prędkość maksymalna na poziomie morza wersji FB.3 wynosiła 952 km/h, FGA.6: 964 km/h (Ma 0,79), a 834 km/h z bombami. Na wysokości 6096 m prędkość maksymalna FGA.6 wynosiła 945 km/h (największa liczba Macha = 0,83), a na wysokości 12 192 m – 851 km/h (Ma 0,8). Maksymalna prędkość w nurkowaniu wynosiła Ma 0,85.